# Theodor Seelbach
Theodor Seelbach SDB (* 25. November 1883 in Mengerskirchen bei Limburg; † 17. Mai 1958 in Bendorf) war deutscher Salesianer Don Boscos.

## Leben und Wirken
Theodor Seelbach stammte aus einer religiös geprägten Familie und hatte zehn Geschwister. Nach dem Besuch der Volksschule bis 1897 war er von 1897 bis 1908 in Wiesbaden im Baugewerbe tätig und erhielt eine Ausbildung zum Stuckateur. Im Winter arbeitete er in Mengerskirchen als Nagelschmied. Von 1903 bis 1905 leistete er seinen Militärdienst ab, zuletzt im Rang des Unteroffiziers. Gemeinsam mit seinem älteren Bruder unterstützten sie den Wiesbadener Stadtpfarrer in der kirchlichen Jugendarbeit. Dieser wiederum förderte erfolgreich die Priesterberufung. Er entschied sich 1909 zum Eintritt in die Ordensgemeinschaft der Salesianer Don Boscos, absolvierte seine Schulzeit im Internat von Penango in Italien, begann sein Noviziat in Wernsee, das dann allerdings durch die Zeit des Ersten Weltkrieges unterbrochen wurde, während dessen er mehrmals verwundet wurde.
Aufgrund seiner Verdienste an der Westfront, wurde er zum Hauptmann befördert. Er führte die 5. Kompanie im Bayerischen Reserve-Infanterie-Regiment Nr. 16 (Regiment List), in dem auch Adolf Hitler als Gefreiter Dienst tat. Während des Dritten Reiches erinnerte sich Hitler an seinen „Regimentskameraden“ und schickte ihm ein Bild von ihm mit persönlicher Widmung, ein Umstand, der Seelbach verärgerte, später aber gegenüber den Kreisleitern und Parteifunktionären den Bestand des Hauses in Marienhausen vor der Beschlagnahme sichern half. Zur endgültigen Absicherung ersuchte er einen ihm befreundeten Wehrmachtsgeneral, das Haus seinem Befehlsbereich zu unterstellen.
Nach dem Ersten Weltkrieg beendete er das Noviziat in Unterwaltersdorf mit der ersten Profess am 2. August 1919, ging zum Theologiestudium nach Foglizzo. Es schloss sich ein Promotionsstudium an der Universität von Turin an, das er 1924 erfolgreich beendete. Er empfing am 20. Juli 1924 in Turin die Priesterweihe.
Nach verschiedenen Aufgaben in der Erziehung, unter anderem als erster Katechet in Marienhausen und Pfarrvikar von Aulhausen (1925 bis 1927), war er Direktor in Marienhausen (1927 bis 1931 sowie 1952 bis 1954), Helenenberg (1931 bis 1941) und Bendorf-Sayn (1949 bis 1952 als erster Direktor des dortigen Johanneskollegs).
Er leitete als Provinzial die Gesamtdeutsche Provinz der Ordensgemeinschaft von 1941 bis 1949. Obwohl das Oberkommando der Wehrmacht die Versendung von Rundschreiben an Soldaten verboten hatte, sandte er insgesamt 26 Ausgaben an die Mitbrüder im Feld. Die Generalleitung der Salesianer enthob ihn 1949 vorzeitig seines Amtes, da sie ihn für „zu verständnisvoll ... im Umgang mit den Kriegsheimkehrern“ hielt. Von 1954 bis 1958 war er Provinzial der Norddeutschen Provinz. Er starb infolge eines Herzinfarkts und einer Lungenembolie und wurde in Marienhausen beigesetzt.

## Schriften
- Meister Don Bosco, München 1949
- Meerstern, ich dich grüsse, o Maria hilf, Don Bosco Verlag, München 1951
- Don Bosco spricht. Gesammelte Aussprüche aus dem Leben des heiligen Johannes Bosco, Bendorf 1955
- Cäcilia Burg: Don Bosco als Erzieher. Lehren und Beispiele aus dem Leben des großen Jugendapostels im Hinblick auf sein Präventivsystem, Bendorf 1956
- Träume Don Boscos, Bendorf 1958